# Nogueira, Meixedo e Vilar de Murteda
Nogueira, Meixedo e Vilar de Murteda (llamada oficialmente União das Freguesias de Nogueira, Meixedo e Vilar de Murteda) es una freguesia portuguesa del municipio de Viana do Castelo, distrito de Viana do Castelo. Según el censo de 2021, tiene una población de 1433 habitantes.

## Historia
Fue creada el 28 de enero de 2013 en aplicación de una resolución de la Asamblea de la República de Portugal promulgada el 16 de enero de 2013 con la unión de las freguesias de Meixedo, Nogueira y Vilar de Murteda, pasando su sede a estar situada en la antigua freguesia de Nogueira.

## Demografía
| Gráfica de evolución demográfica de Nogueira, Meixedo e Vilar de Murteda entre 2011 y 2021 |
|                                                                                            |
| Datos según el nomenclátor publicado por el INE portugués.                                 |